# Denis Bališ
Denis Bališ (* 7. dubna 1992) je slovenský fotbalový obránce, momentálně hostuje v týmu FC Neded z FC Spartak Trnava.
Jeho otcem je bývalý fotbalista Igor Bališ, matkou Adriana Bališová (mj. manažerka FC Horses Šúrovce), jeho mladším bratrem fotbalista Boris Bališ.